# Liste von Palästen gekrönter Oberhäupter auf Staatsebene
Dies ist eine Liste von Palästen gekrönter Oberhäupter auf Staatsebene, das heißt aller Paläste (Schlösser) die als aktueller Hauptsitz einer gekrönten Person, auf Ebene unabhängiger Staaten, dienen.

## Liste der Paläste
Alphabetisch nach Staat sortiert.
| Palast                                                | Foto  | Staat                        | Anmerkungen |
| ----------------------------------------------------- | ----- | ---------------------------- | --- |
| kein gemeinsamer                                      |       | Andorra                      | Doppelherrschaft durch Kofürsten von Andorra |
| Al-Qudaibiya-Palast                                   | Foto  | Bahrain                      | |
| Königlicher Palast                                    |       | Belgien                      | |
| Samteling-Palast                                      | Foto  | Bhutan                       | seit 2006, zuvor Dechencholing-Palast |
| Istana Nurul Iman                                     |       | Brunei                       | größter Palast der Erde |
| Schloss Amalienborg                                   |       | Dänemark                     | |
| Lozitha-Palast (Königliches Dorf Ludzidzini, Lobamba) | Foto  | Eswatini                     | |
| Kaiserpalast Tokio                                    |       | Japan                        | einziger Kaiserpalast |
| Al-Maquar                                             | Foto  | Jordanien                    | Palastgelände u. a. mit dem Raghadan-Palast |
| Königlicher Palast                                    |       | Kambodscha                   | |
| Königlicher Palast                                    |       | Katar                        | |
| Bayan-Palast                                          | Foto  | Kuwait                       | |
| Königlicher Palast                                    | Foto  | Lesotho                      | 1975 errichtet |
| Neuer Königlicher Palast                              | Video | Lesotho                      | seit 2011 im Bau Fertigstellung für 2013 geplant, dann für April 2018 (Stand März 2020 nicht fertiggestellt) |
| Schloss Vaduz                                         |       | Liechtenstein                | |
| Großherzoglicher Palast                               |       | Luxemburg                    | |
| Istana Negara Jalan Duta                              |       | Malaysia                     | seit 2011, zuvor Alter Istana Negara |
| Dar al-Makhzen                                        |       | Marokko                      | |
| Fürstenpalast                                         |       | Monaco                       | |
| Paleis Noordeinde                                     |       | Niederlande                  | |
| Königliches Schloss Oslo                              |       | Norwegen                     | |
| Qasr al-ʿAlam                                         |       | Oman                         | |
| Qasr al-Hukm                                          |       | Saudi-Arabien                | |
| Stockholmer Schloss                                   |       | Schweden                     | |
| Palacio Real                                          |       | Spanien                      | |
| Chitralada-Palast                                     |       | Thailand                     | |
| Königlicher Palast                                    |       | Tonga                        | |
| Apostolischer Palast                                  |       | Vatikanstadt                 | |
| kein gemeinsamer                                      |       | Vereinigte Arabische Emirate | Der Emir von Abu Dhabi wird traditionell zum Staatspräsidenten der VAE gewählt |
| Buckingham Palace                                     |       | Vereinigtes Königreich       | zusätzlich für Antigua und Barbuda, Australien, Bahamas, Barbados, Belize, Grenada, Jamaika, Kanada, Neuseeland, Papua-Neuguinea, Salomonen, St. Kitts und Nevis, St. Lucia, St. Vincent und die Grenadinen und Tuvalu |